# 京都共栄学園中学校・高等学校
京都共栄学園中学校・高等学校（きょうときょうえいがくえんちゅうがっこう・こうとうがっこう）は、京都府福知山市篠尾にある私立中学校・高等学校。
京都府北部では唯一の私立中高一貫校である。

## 概要
1948年（昭和23年）に同校の前身となる福知山珠算塾が開校され、1957年に文部省（当時）より学校法人としての認可を経て、現在に至る。建学の精神は『自立共栄』、校訓は『気魄・信念・自治』と定められている。

## 設置コース
- バタビアコース
- 進学コース
- 総合コース
  - 文理系
  - 情報系
  - 美術系
  - スポーツ系

2019年度までは以下のコースも存在していた。
- バタビア特進コース
- 進学コース
- 専門コース
  - 情報系
  - 美術系
- 普通コース

## 沿革
- 1948年（昭和23年） - 小野山利雄によって前身となる福知山珠算塾が開校。
- 1949年（昭和24年） - 経理専門学校へと転向。
- 1957年（昭和32年） - 文部省より学校法人の認可が下る。
- 1961年（昭和36年） - 男女共学の高等部が開校。
- 1968年（昭和43年） - 中等部が開校する。府北部では初めての中高一貫校となり、バタビア教育システムが導入される。
- 2002年（平成14年） - アート芸術科が新設される。
- 2003年（平成15年） - 単位制通信制課程普通科が開講。
- 2005年（平成17年） - 学科の大幅な刷新により、『バタビア特進科』『進学科』『美術科〈専門〉』『情報科〈専門〉』『普通科』の5学科となる。
- 2020年（令和2年） - バタビア、進学、総合の3コースに変更。

## 通信制高等学校
現役高校生や社会人のみならず、中学生であっても入校可能である。また、指定校推薦や指定校求人を使うこともできる。世帯年収500万未満の京都府在住の生徒に対して、授業料及び教育充実費の全額免除制度を設定している。

## 出身者
- 千原ジュニア - お笑い芸人・千原兄弟、京都共栄学園中学校卒、京都共栄学園高等学校中退
- 尾立源幸 - 元参議院議員
- 岡村久道 - 弁護士
- 桂三扇 - 落語家、文枝一門
- 中馬賢治 - 元プロ野球選手、近鉄バファローズ
- 清水健登 - 柔道選手、2010年66kg級世界ジュニアチャンピオン
- 梅北亘 - 柔道選手、2014年55kg級世界ジュニアチャンピオン
- ガブリエル・エンリケ - プロサッカー選手
- 千代栄栄太 - 大相撲力士、2022年7月場所新十両
- 鴨田秋津 - 舞鶴市長[1]